# 아리무라 카스미
아리무라 카스미(일본어: 有村 架純, 1993년 2월 13일 ~ )는 일본의 배우이다. 효고현 이타미시 출신. FLaMme 소속. 신장은 160cm, 혈액형은 B형이다.

## 약력
2009년 12월 효고현립 이타미 니시 고등학교 재학 중에 FLaMme 오디션에 합격하면서 연예계에 발을 들이게 되었다.
2010년 1월, 산케이 스포츠의 신춘 기획 〈신춘 걸스〉로 연예계에 데뷔, 4월에 고향을 떠나 도쿄에 상경했다. 같은 해 5월 《강철의 여자》(TV 아사히)로 드라마 첫 출연. 12월에는 소속사의 FLaMme mobile에서 휴대폰전용 블로그를 시작했다.
2011년 1월, 도쿄 디즈니시 〈봄의 캠퍼스 데이 패스포트〉로 CM 첫 출연을 완수해, 동년 11월에는 《걸 바라사 -전국시대는 권외입니다-》로 영화 첫 주연을 맡았다.
2013년 4월, 출생지인 이타미시로부터 〈이타미 시 대사〉로 임명된다 같은 해 7월부터는 아메바 블로그를 시작했다. 또한 연속 TV 소설 《아마짱》(NHK)에서 코이즈미 쿄코가 연기하는 주인공의 어머니의 젊은 시절을 연기 해, 주목을 모아 불과 몇 개월만에 브레이크하였다. 니혼 모니터에 의한 〈2013 탤런트 CM 기용사수 랭킹〉의 권외에서 톱 10에 진입, VIP 타임즈사(「일본 탤런트 명감」 발행인)에 의한 산업인 1,000명을 대상으로 한 설문조사에서 선정 된 〈2014년 브레이크 기대 탤런트〉에서 여자 부문 1위를 차지했다.
2014년 7월 공개된 스튜디오 지브리 작품 《추억의 마니》에서 오디션을 거쳐 더블 히로인의 마니 역에 발탁되어, 이 작품으로 성우로 첫 주연과 출연을 완수했다. 같은 해 10월에는, 무대극 《잔 다르크》로 첫 무대를 밟았다. 또한, 같은 해 영화 《스트롭 에지》의 역할 연구를 위해 데뷔 이래 한번도 짧게 한 적이 없었던 머리를 20cm로 커트했다.
2015년 5월, 주연 영화 《불량소녀, 너를 응원해!》에서의 금발 여학생 연기로 큰 화제를 모았으며, 같은 해 6월에는 《영원한 우리 sea side blue》(NTV)로 지상파 드라마 첫 주연. 10월에는 《바다에 내리다》(WOWOW)로 연속 드라마 첫 주연을 완수했다. 또한 「불량소녀, 너를 응원해!」에서의 연기로 제39회 일본 아카데미상 우수 여우주연상과 신인 배우상, 「스트롭 에지」에서의 연기로 제58회 블루 리본상 여우주연상을 수상했다.
2016년 1월기 게츠쿠 드라마 《언젠가 이 사랑을 떠올리면 분명 울어버릴 것 같아》(후지 TV)로 민방 연속 드라마 첫 주연. 연말을 앞둔 11월 12일, 제67회 NHK 홍백가합전의 홍팀 사회자로 발탁된것이 발표되었으며, 자신에게는 첫 사회가 된다.
2017년 전기 연속 TV 소설 《병아리》(NHK)의 주인공으로 발탁되었고, 각본의 오카다 요시카즈의 강한  어필로 인해 오디션을 실시하지 않고 주연으로 정해졌다. 같은 해 11월 13일, 제68회 NHK 홍백가합전의 홍팀 사회자에 재발탁되는 것이 발표되면서, 2년 연속 사회를 맡게되었다.
2021년 3월 3일, 시카고 영화제에서 열린 제12회 Asian Pop-Up Cinema에서 작품 《아리무라 카스미의 촬휴》와 《극장판 그리고, 살다》로 일본인 최초 수상을 하게 되었다. 같은 해 11월, 주연 영화 《꽃다발 같은 사랑을 했다》의 대히트나 토요일 드라마 《콩트가 시작된다》(NTV)에 있어서의 활약이 평가되어, 닛케이 트렌디 ‘2021년 올해의 얼굴’에 선출 되었다. 또한, 주연을 맡은 영화 《꽃다발 같은 사랑을 했다》에 있어서의 연기가 평가되어, 제45회 일본 아카데미상 최우수 여우주연상을 첫 수상하는 쾌거를 이뤘다.
2023년, 《어떡하지 이에야스》에서 쓰키야마덴 (세나) 역할로 대하드라마에 첫 출연이 결정됐다.

## 인물
- 이타미시 니시 중학교 3학년 시절 드라마를 보고 있었던 때 “자신이라면 이렇게 연기”라고 자연스럽게 생각하고 있는 자신을 발견하고,[3] 여배우에 뜻을 두게 되었다.[4] 또한 당시 동세대 여배우들이 많이 활약하고 있었던 것에도 자극을 받았다고 한다.[주 1]

- 전환기가 된 것은 도쿄에 상경한지 2년째인 19세 때. 지인의 사진에 “각오가 부족한 거 아니야?”라고, 적중을 찔렸던 생각과 함께 20세의 구분에 뭔가를 바꿔야한다고 생각을 하게 되었고, 직후에 촬영이 시작되었던 《아마짱》은 등장하는 차례가 적어도 지금까지 아무도 본 적이 없는 듯한 모습을 보이고 싶다는 결의에 임했다.

- 자주 듣는 아티스트는 aiko, AKB48, 시이나 링고, 호시노 겐.[주 2]

- 패션은 심플하고 캐주얼한 복장을 선호한다.

- 상경하기 전, 이타미시의 코야이케 공원 근처에 살고 있었다. 이 공원은 어린 시절 가족과 함께 꽃 구경을 하고, 연못의 오리에게 먹이를 주고 한 추억이 많은 곳이라고 한다. 또한 공원 근처의 야키 가게도 좋아하는 장소로, 중학생이 되고 나서도 종종 발길을 옮기고 있었다고 한다.

## 출연 작품
역할의 굵은 글씨는 주연 작품

### 텔레비전 드라마
| 방송일자                           | 제목                                                                    | 역할                                       | 방송사                | 비고                  |
| ---------------------------------- | ----------------------------------------------------------------------- | ------------------------------------------ | --------------------- | --------------------- |
| 2010년 5월 21일 ~ 7월 2일          | 강철의 여자                                                             | 니시보리 마나                              | TV 아사히             | 데뷔작                |
| 2010년 10월 8일 ~ 12월 17일        | SPEC~경시청 공안부 공안 제5과 미상 사건 특별 대책계 사건부~             | 마사키 미야비                              | TBS                   |                       |
| 2011년 2월 25일                    | 악당~중범죄 수수반 제5화                                                | 모모세 마나미                              | 아사히 방송·TV 아사히 |                       |
| 2011년 4월 21일 ~ 6월 16일         | 강철의 여자 season2                                                     | 니시보리 마나                              | TV 아사히             |                       |
| 2012년 4월 1일                     | SPEC~상~                                                                | 마사키 미야비                              | TBS                   |                       |
| 2011년 10월 21일 ~ 12월 16일       | 11명이나 있어!                                                          | 사나다 니코                                | TV 아사히             |                       |
| 2012년 4월 13일 ~ 6월 29일         | 클로버                                                                  | 아키야마 유이 (레이나)                     | TV 도쿄               |                       |
| 2012년 6월 2일 ~ 9일               | 삼색털 고양이 홈즈의 추리 제8화 ~ 제9화                                 | 무라세 아스카                              | NTV                   |                       |
| 2012년 8월 6일 ~ 31일              | 나의 여름방학 제2부                                                     | 아오야마 하루                              | 도카이 TV             |                       |
| 2012년 8월 28일 ~ 10월 16일        | 츠루카메 조산원~남쪽 섬으로부터~                                        | 우에하라 사요리                            | NHK 종합              |                       |
| 2012년 11월 23일                   | 용사 요시히코와 악령의 열쇠 제7화                                       | 니세 무라사키                              | TV 도쿄               |                       |
| 2013년 1월 10일 ~ 3월 28일         | 도우미점☆진파치                                                         | 카미야 모에                                | 요미우리 TV           |                       |
| 2013년 4월 1일 ~ 9월 28일          | 연속 TV 소설 〈아마짱〉                                                 | 아마노 하루코 (소녀 시절)                  | NHK 종합              |                       |
| 2013년 5월 11일                    | 기묘한 이야기 '13 봄 특별편 〈석유가 나왔다〉                           | 츠지우라 스미코                            | 후지 TV               |                       |
| 2013년 7월 9일 ~ 9월 10일          | 스타맨·이 별의 사랑                                                     | 우스이 쇼코                                | 칸사이 TV·후지 TV     |                       |
| 2013년 7월 31일                    | 수수께끼 풀이는 저녁식사 후에 스페셜 선상탐정·카게야마 CASE2            | 시오타·유미코                              | 후지 TV               |                       |
| 2013년 11월 10일                   | 치킨 레이스                                                             | 사쿠라이 쿠미                              | WOWOW                 |                       |
| 2013년 11월 25일                   | 황새의 요람~〈아기 우체통〉의 6년간과 구원받은 92개의 목숨의 미래~      | 니이야마 아유미                            | TBS                   |                       |
| 2014년 1월 13일 ~ 3월 24일         | 실연 쇼콜라티에                                                         | 코유루기 마츠리                            | 후지 TV               |                       |
| 2014년 4월 10일 ~ 6월 12일         | MOZU Season1 ~때까치 우는 밤~                                           | 나카지마 아미                              | TBS·WOWOW             |                       |
| 2014년 4월 12일 ~ 6월 21일         | 약해도 이길 수 있습니다~아오시 선생님과 풋내기 고교 야구 선수의 야망~   | 타루미 유즈코                              | NTV                   |                       |
| 2014년 12월 21일                   | 옆 계산대 우메키 씨                                                     | 사와무라 미카                              | 후지 TV               |                       |
| 2015년 4월 13일 ~ 6월 15일         | 어서 오세요, 우리 집에                                                  | 쿠라타 나나                                | 후지 TV               |                       |
| 2015년 6월 24일                    | 영원한 우리 sea side blue                                               | 마츠오카 아오이                            | NTV                   | [ 9 ]                 |
| 2015년 10월 10일 ~ 11월 14일       | 바다에 내리다                                                           | 미유키                                     | WOWOW                 | [ 10 ]                |
| 2015년 11월 21일                   | 기묘한 이야기 25주년 기념! 가을 2주 연속 SP~걸작 부활 편~ 〈어제 공원〉 | 나카지마 미와                              | 후지 TV               |                       |
| 2016년 1월 18일 ~ 3월 21일         | 언젠가 이 사랑을 떠올리면 분명 울어버릴 것 같아                         | 스기하라 오토                              | 후지 TV               |                       |
| 2017년 4월 3일 ~ 9월 30일          | 연속 TV 소설 〈병아리〉                                                 | 야타베 미네코                              | NHK 종합              |                       |
| 2018년 10월 9일 ~ 12월 18일        | 첫사랑 일기                                                             | 스에나가 세이                              | TBS                   |                       |
| 2019년 3월 25일 ~ 28일             | 스페셜 드라마 〈병아리 2〉                                              | 야타베 미네코                              | NHK 종합              |                       |
| 2019년 8월 4일 ~ 9월 8일           | 그리고, 살다                                                            | 이쿠타 토우코                              | WOWOW                 |                       |
| 2020년 3월 21일 ~ 5월 9일          | 아리무라 카스미의 촬휴                                                  | 아리무라 카스미 (자신)                     | WOWOW                 |                       |
| 2020년 8월 15일                    | 종전 75년 국제 공동 제작 특집 드라마 〈태양의 아들〉                    | 아사쿠라 세츠 (히로인)                     | NHK 종합·BS4K·BS8K    |                       |
| 2020년 10월 27일 ~ 12월 22일       | 언니의 연인                                                             | 아다치 모모코                              | 칸사이 TV·후지 TV     |                       |
| 2020년 12월 19일                   | 콜드케이스 3 ~진실의 문~ 제3화                                          | 키후네 미사                                | WOWOW                 | 특별 출연             |
| 2021년 4월 17일 ~ 6월 19일         | 콩트가 시작된다                                                         | 나카하마 리호코 (히로인)                   | NTV                   |                       |
| 2021년 11월 20일                   | 전과자                                                                  | 아카와 카요                                | WOWOW                 |                       |
| 2022년 1월 3일                     | 신춘 스페셜 〈잠수함 카펠리니호의 모험〉                                | 하야미 하야키 (히로인)                     | 후지 TV               |                       |
| 2023년 1월 8일 ~ 7월 2일·12월 17일 | 대하드라마 〈어떡하지 이에야스〉                                        | 쓰키야마덴 / 세나                          | NHK 종합              | 제1화 ~ 제25화·최종화 |
| 2023년 2월 11일                    | WOWOW 프라임                                                            | 액터스 쇼트 필름 3 〈Prelude ~프리 류드~〉 | 모모코                |                       |
| 2024년 7월 1일 ~ 9월 23일          | 바다의 시작                                                             | 모모세 야요이 (히로인)                     |                       |                       |

### WEB·전달 드라마
- 24시간 여배우 -기다리는 여자- 제6화 (2014년 1월 10일, 히카리 TV) - 아베 미키 역
- 시오스케와 아마미 -국수가 완성되기까지 탐정- 제6화 (2022년 9월 16일, Paravi) - 이시다 유리 역
- 바다의 시작 스핀오프 드라마 〈형과의 시작〉 #2·#3 (2024년 7월 22일·29일, TVer)
- 이별, 그 뒤에도 (2024년 11월 14일, 넷플릭스) - 스가와라 마사코 역[주 3]

### 영화
| 개봉일자                  | 제목                                                      | 역할                     | 배급사                    | 비고            |
| ------------------------- | --------------------------------------------------------- | ------------------------ | ------------------------- | --------------- |
| 2011년 4월 29일           | 한큐 전차                                                 | 카도타 에츠코            | 도호                      |                 |
| 2011년 11월 26일          | 걸 바라사 -전국시대는 권외입니다-                         | 오오타 아사미            | 카도카와 영화             |                 |
| 2012년 4월 7일            | 극장판 SPEC~천~                                           | 미야비 마사키            | 도호                      |                 |
| 2013년 2월 1일            | 리틀 마에스트라                                           | 미사키                   | 아르고 픽처스             |                 |
| 2013년 3월 20일           | 어린이 경찰                                               | 여고생                   | 도호 영상 사업부          |                 |
| 2013년 11월 1일·11월 29일 | 극장판 SPEC~결~점의 편(전편)·극장판 SPEC~결~효의 편(후편) | 미야비 마사키            | 도호                      |                 |
| 2013년 11월 18일          | JUDGE/저지                                                | 라이온 / 아사히나 마유   | 도호 영상 사업부          |                 |
| 2014년 6월 7일            | 죠시즈                                                    | 미도리야마 카노코        | 킹레코드                  |                 |
| 2014년 11월 7일           | 평온한 나날, 기적의 해                                    | 사키                     | 어드웨이즈 픽처즈         |                 |
| 2015년 3월 14일           | 스트롭 에지                                               | 키노시타 니나코          | 도호                      | [ 20 ]          |
| 2015년 5월 1일            | 불량소녀, 너를 응원해!                                    | 쿠도 사야카              | 도호                      | [ 21 ] [ 22 ]   |
| 2016년 3월 19일           | 나만이 없는 거리                                          | 카타기리 아이리          | 워너 브라더스 영화        |                 |
| 2016년 4월 23일           | 아이 엠 어 히어로                                         | 하야카리 히로미 (히로인) | 도호                      | [ 23 ]          |
| 2016년 6월 11일           | 나츠미의 반딧불                                           | 나츠미                   | 이온 엔터테인먼트         |                 |
| 2016년 10월 15일          | 누구                                                      | 타나베 미즈키            | 도호                      |                 |
| 2017년 3월 18일·4월 22일  | 3월의 라이온 전편·후편                                    | 코다 쿄코 (히로인)       | 도호 / 아스믹 에이스      |                 |
| 2017년 8월 26일           | 세키가하라 대전투                                         | 하츠메 노츠보네          | 도호 / 아스믹 에이스      |                 |
| 2017년 10월 7일           | 나라타주                                                  | 쿠도 이즈미              | 도호 / 아스믹 에이스      |                 |
| 2018년 9월 21일           | 커피가 식기 전에                                          | 토키타 슈                | 도호                      |                 |
| 2018년 11월 30일          | 가족의 색깔                                               | 아키라                   | 쇼치쿠                    | 작중 메인 여주  |
| 2019년 2월 15일           | 포르투나의 눈동자                                         | 키류 아오이              | 도호                      | [ 24 ]          |
| 2019년 9월 27일           | 극장판 그리고, 살다                                       | 이쿠타 토우코            | WOWOW                     | [ 25 ]          |
| 2019년 10월 18일          | 역까지 가는 길을 가르쳐 주세요                            | 10년 후 사야카 (독백)    | 큐테크                    |                 |
| 2021년 1월 29일           | 꽃다발 같은 사랑을 했다                                   | 야마네 무기              | 도쿄 테아토르 / 리틀 모어 | [ 26 ]          |
| 2021년 4월 23일·6월 4일   | 바람의 검심 최종장 더 파이널 / 더 비기닝                  | 유키시로 토모에          | 워너 브라더스 재팬        | [ 27 ]          |
| 2021년 8월 6일            | 극장판 태양의 아들                                        | 아사쿠라 세츠 (히로인)   | 이온 엔터테인먼트         |                 |
| 2021년 10월 8일           | 사람과 일                                                 | 내레이션                 | 스타 샌즈 / KADOKAWA      | 다큐멘터리 영화 |
| 2022년 1월 28일           | 극장판 전과자                                             | 아카와 카요              | WOWOW                     |                 |
| 2022년 12월 2일           | 달의 영휴                                                 | 마사키 루리 (히로인)     | 쇼치쿠                    |                 |
| 2023년 2월 23일           | 치히로 상                                                 | 치히로                   | 넷플릭스                  |                 |
| 2024년 6월 14일           | 디어 패밀리                                               | 야마모토 유코            | 도호                      |                 |
| 2025년 봄 공개 예정       | 꽃밥                                                      | 카토 후미코              | 도에이                    |                 |
| 2025년 공개 예정          | 블랙 쇼맨                                                 | 카미오 마세              | 도호                      |                 |

### WEB 영화
- 단편 영화 〈A day in the home Series〉[28][29]
- 오늘의 사건 〈a day in the home〉(2020년 4월 24일, 유튜브 / 6월 6일, Hulu)[30]
- 영화관에 가는 날 (2020년 9월 9일, Hulu)

### 무대
| 공연일자                                                      | 제목      | 역할      | 공연장소                                                    | 비고   |
| ------------------------------------------------------------- | --------- | --------- | ----------------------------------------------------------- | ------ |
| 2014년 10월 7일 ~ 11월 24일·11월 15일 ~ 18일·11월 23일 ~ 24일 | 잔 다르크 | 잔 다르크 | 아카사카 ACT 시어터 / 오릭스 극장 / KAAT 가나가와 예술 극장 | [ 31 ] |
| 2021년 9월 3일 ~ 26일·10월 2일 ~ 10일                         | 친구      | 차녀      | 신 국립극장 소극장 / 산케이 홀 브리제                       | [ 32 ] |

### 극장판·TV 애니메이션
| 개봉/방송일자    | 제목                       | 역할            | 배급사/방송사 | 비고                       |
| ---------------- | -------------------------- | --------------- | ------------- | -------------------------- |
| 2014년 7월 19일  | 추억의 마니                | 마니            | 도호          | 극장판 애니메이션          |
| 2014년 11월 29일 | 호두까기 인형              | 클라라          | 아스믹 에이스 | 극장판 애니메이션 (인형극) |
| 2019년 8월 2일   | 드래곤 퀘스트: 유어 스토리 | 비앙카 (히로인) | 도호          | 극장판 애니메이션          |

### 게임
- 레이튼 교수 시리즈 (LEVEL-5 / 닌텐도 3DS·닌텐도 스위치) - 카토리 에일 레이튼 역[36]
  - 레이튼 미스터리 저니: 일곱 대부호의 음모 (2017년 7월 20일)
  - 레이튼 미스터리 저니: 일곱 대부호의 음모 DX (2018년 8월 9일)
  - 레이튼 미스터리 저니: 일곱 대부호의 음모 DX+ (2021년 7월 8일)

## 그 외 출연

### 다큐멘터리
- 아리무라 카스미 오로라와 만나고 싶어! 북유럽 홀로 여행 (2014년 1월 18일, TV 도쿄) - 내비게이터[37]
- 마법은 영화는 이렇게 생겨난다 ~존 래시터와 디즈니 애니메이션~ (2014년 11월 24일, NHK) - 내레이션[38]
- 종전 70년 다큐멘터리 기획 〈우리에게 전쟁을 가르쳐주세요〉 (2015년 8월 15일, 후지 TV) - 네비게이터[39][40]
- 아리무라 카스미 캐나다 대자연의 여행 (2017년 12월 16일, NHK 종합) - 네비게이터[41]
- 후미와 카스미의 휴일 (2021년 7월 4일, BS 후지) - 니카이도 후미와 함께 출연[42]

### 버라이어티
- 온타마 (2010년 4월 1일 ~ 2011년 12월 21일, TV 아사히) - 온타마셜
- 죠시마 시게루의 주말 길 안내 여기 가자! (2011년 10월 1일 ~ 2011년 12월 17일, TV 아사히) - 리포터
- NHK 홍백가합전 (NHK 종합)
  - 제66회 심사위원 (2015년 12월 31일)
  - 제67회 홍조 사회 (2016년 12월 31일)
  - 제68회 홍조 사회 (2017년 12월 31일) - 2년 연속 사회
- 제64회 일본 아카데미상 (2022년 12월 30일, TBS） - 종합사회 (아즈미 신이치로와 공동 진행)

### PV
- 케츠메이시 〈동료 (仲間)〉 (2010년 5월 12일)
- 시오노야 사야카 〈Dear Heaven〉 (2012년 12월 10일)
- Saku 〈START ME UP〉 (2015년 4월 29일)
- 테시마 아오이 〈내일에의 편지 (明日への手紙)〉 (2016년 2월 10일)
- Nissy 〈해프닝 (ハプニング)〉, 〈아직 너를 모르는 (まだ君は知らない) MY PRETTIEST GIRL〉 (2016년 8월 24일)[43]

### 광고 (CM)
- 오리엔탈 랜드 도쿄 디즈니시 봄의 캠퍼스 데이 패스포트 (2011년 1월 ~ 3월)
- 도쿄 가스 〈안전〉 (2012년 3월)
- 오츠카 제약 〈칼로리 메이트〉 (2012년 5월)
- LEVEL-5 〈타임트레블러즈〉 (2012년 7월)
- 재팬 게이트웨이 〈Mellsavon〉 (2013년 4월)
- AC JAPAN
  - NHK 공공 매너 (2013년 7월)
- 리크루트
  - From A navi (2013년 8월)
  - 핫 페퍼 뷰티 (2018년 12월 ~ )
- 이토엔
  - TEAS'TEA NEW YORK (2013년 8월 ~ 12월)
  - Relax 재스민 티 (2014년 6월 ~ 12월)
  - 오~이 오챠 (2015년 9월 ~ ) - 미우라 하루마(2015년 ~ 2017년)와 공동 출연
- ABC 마트
  - mini×컨버스 (2013년 8월 ~ 2014년)
  - addidas adihpney in heel (2014년 3월)
  - HAWKINS 키레라쿠 보아 모카신 (2015년 10월)
- 포인트 〈LOWRYS FARM(로리즈 팜)〉 (2013년 8월)
- 카메다 제과 〈카메다의 카키노타네〉 (2013년 10월 ~ 2019년 10월)
- 플레나스 홋토못토
  - 금아 밥 (2013년 10월 ~ 2014년)
  - 신·로스카츠동 (2014년 7월)
- Cygames 〈삼국지 퍼즐 대전〉 (2013년 11월 ~ 2014년 4월)
- 도시바
  - 개인 저장소 (2014년 3월 ~ )
  - 주택용 태양광 발전 시스템 (2016년 10월 ~ )
  - dynabook (2017년 4월 ~ )
- 전국 신용 금고 협회 (2014년 4월 ~ 2016년)
- 다이오 제지 〈에리엘 elis Megami〉 (2014년 4월 ~ 2020년)
- 메니콘
  - 2WEEK Menicon Rei (2014년 7월 ~ 2018년)
  - 멜스 플랜 (2015년 3월 ~ 2018년)
  - 1DAY 메니콘 프레미오 (2016년 12월 ~ 2018년)
- 일본중앙경마회 (2015년·2016년)
- 슈에이샤 오렌지 분코 (2015년 1월 ~ 2016년 1월) - 사카구치 켄타로와 공동 출연
- KDDI 〈au 산타로 시리즈〉 (2015년 3월 ~ ) - 카구야 공주(카구짱) 역
- 다이이치 산쿄 헬스 케어 〈루루〉 (2015년 10월 ~ 2020년)
- P&G 재팬
  - 맥스 팩터·SK-II (2016년 2월 ~ 2022년)
  - 팬틴 샴푸 (2018년 4월 ~ 2022년)
- WOWOW (2017년 10월 ~ 2020년)
- 마이 나비 〈마이 나비 바이트〉 (2017년 5월 ~ 2018년)
- JA 공제
  - 생활 장애 공제 〈일하는 나의 사사 에어〉 (2019년 4월 ~ 2020년 3월) - 하마베 미나미와 공동 출연
  - 특정 중증 질병 공제 〈친밀한 위험에 연가 에어〉 (2020년 3월 19일 ~ )
- 카카오 재팬 핏코마 〈아메하나카라스〉편 (2021년 4월 ~ ) - 나가노 타이가, 아이나·지·엔드와 공동 출연
- 하고로도 푸즈 
  - 〈시치킨〉 (2021년 10월 ~ )
  - 〈Carboff〉 (2024년 2월 ~ )
- 에자키 글리코 〈포키〉 (2022년 9월 ~ )
- 카오 〈프리마 비스타〉 (2023년 4월 ~ )
- 닛산 자동차 〈노트 e-POWER〉 (2024년 1월 ~ )

### 모델·이미지 캐릭터
- 경찰관 모집 고지 포스터 (2011년)
- 재단법인 자전거 주차장 정비 센터 역전 방치 자전거 클린 캠페인 포스터 (2011년)
- 중앙 노동 재해 방지 협회 전국 안전 주간 포스터 (2013년)
- T&C Surf Designs 이미지 캐릭터 (2013년 ~ 2014년)[44]
- 시티즌 시계 wicca 이미지 캐릭터 (2014년)[45]

## 서적

### 사진집
- aBUTTON vol.4_꿈 아리무라 카스미 (2011년 11월 30일, PARCO) ISBN 978-4-89194-925-9
- 심호흡-Shin·Kokyu- (2013년 11월 7일, 슈에이샤) ISBN 978-4-08-780703-5
- Clear (2018년 5월 9일, 슈에이샤)[46] ISBN 978-4-08-780840-7
- sou. (2024년 2월 9일, 매거진 하우스) ISBN 978-4-83-873256-2

### DVD
- aBUTTON Vol.4_꿈 아리무라 카스미 【Blu-ray】 (2012년 3월 28일, 에이벡스 마케팅)
- 열량 (2012년 11월 21일, 리버풀)

### 디지털 사진 + 무비 작품집
- 카스미 때때로 아사미 (2011년 12월 5일, 팬 플러스·G 더 텔레비전 PLUS 전달)
- FiRST TRiP 하와이의 경우 (2015년 3월 12일)

### 캘린더
- 아리무라 카스미 2011년 캘린더 (2010년 10월 23일, 트라이 엑스)
- 아리무라 카스미 2012년 캘린더 (2011년 10월 29일, 트라이 엑스)
- 아리무라 카스미 2013년 캘린더 (2012년 10월 17일, 트라이 엑스)
- 아리무라 카스미 2014년 캘린더 (2013년 11월 13일, 트라이 엑스)
- 아리무라 카스미 2015년 캘린더 (2014년 12월 3일, 트라이 엑스)
- 아리무라 카스미 2016년 캘린더 (2015년 11월 25일, FLaMme)[47]
- 아리무라 카스미 2017년 캘린더 (2017년 3월 30일, FLaMme)
- 아리무라 카스미 25th Anniversary KASUMI ARIMURA Clear 〈PERPETUAL CALENDAR〉 (2018년 8월 24일, FLaMme)[주 9][48]
- 아리무라 카스미 2021년 캘린더 (2020년 12월 4일, FLaMme)[49]

## 수상 경력
| 연도   | 시상식                                   | 부문                                              | 작품                                                                                  | 출처   |
| ------ | ---------------------------------------- | ------------------------------------------------- | ------------------------------------------------------------------------------------- | ------ |
| 2014년 | 단편 필름 페스티벌 & 아시아 2014         | 일본 부문 최우수 여자배우상                       | 평온한 나날, 기적의 해                                                                | [ 50 ] |
| 2015년 | 2015 55th ACC CM FESTIVAL                | 공예상 필름부문 연기상                            | KDDI au 〈산타로 시리즈〉                                                             | [ 51 ] |
| 2015년 | 제39회 일본 아카데미상                   | 우수 여우주연상                                   | 불량소녀, 너를 응원해!                                                                | [ 11 ] |
| 2015년 | 제39회 일본 아카데미상                   | 신인 배우상                                       | 불량소녀, 너를 응원해!                                                                | [ 11 ] |
| 2015년 | 제40회 엘란도르상                        | 신인상                                            | 빈칸                                                                                  | [ 52 ] |
| 2015년 | 제58회 블루 리본상                       | 여우주연상                                        | 불량소녀, 너를 응원해!, 스트롭 에지                                                   | [ 12 ] |
| 2016년 | 제29회 닛칸 스포츠 영화 대상             | 이시하라 유지로상 신인상                          | 누구, 나츠미의 반딧불                                                                 | [ 53 ] |
| 2017년 | 제22회 부산 국제 영화제                  | Marie Claire Asia Star Awards 〈Asia Star Award〉 | 빈칸                                                                                  | [ 54 ] |
| 2017년 | 제4회 표지 대상                          | 대상·20대부문                                     | 빈칸                                                                                  |        |
| 2018년 | 제26회 하시다상                          | 신인상                                            | 병아리                                                                                | [ 55 ] |
| 2018년 | 제16회 파키시오 미각대상                 | 20대부문                                          | 빈칸                                                                                  | [ 56 ] |
| 2018년 | 제47회 베스트 드레서상                   | 예능 부문                                         | 빈칸                                                                                  | [ 57 ] |
| 2020년 | 시카고 영화제 제12회 Asian Pop-Up Cinema | BRIGHT STAR AWARD                                 | 아리무라 카스미의 촬휴, 극장판 그리고, 살다                                           | [ 58 ] |
| 2021년 | 제108회 더 텔레비젼 드라마 아카데미상    | 여우조연상                                        | 콩트가 시작된다                                                                       | [ 59 ] |
| 2021년 | 제13회 TAMA 영화상                       | 최우수 여우주연상                                 | 꽃다발 같은 사랑을 했다, 바람의 검심 최종장 더 파이널 / 더 비기닝, 극장판 태양의 아들 |        |
| 2021년 | 닛케이 트렌디                            | 2021년 올해의 얼굴                                | 빈칸                                                                                  | [ 60 ] |
| 2021년 | GQ MEN OF THE YEAR 2021                  | 맨 오브 더 이어 베스트 여자배우상                 | 빈칸                                                                                  | [ 61 ] |
| 2021년 | ELLE CINEMA AWARDS 2021                  | 엘르 베스트 여자배우상                            | 꽃다발 같은 사랑을 했다                                                               | [ 62 ] |
| 2022년 | 제45회 일본 아카데미상                   | 최우수 여우주연상                                 | 꽃다발 같은 사랑을 했다                                                               | [ 63 ] |
| 2022년 | 제113회 더 텔레비전 드라마 아카데미상    | 여우주연상                                        | 이시코와 하네오 -그런 일로 고소합니까?-                                               |        |
| 2022년 | 제47회 호치 영화상                       | 여우주연상                                        | 전과자                                                                                |        |
| 2022년 | 제46회 일본 아카데미상                   | 우수 여우조연상                                   | 달의 영휴                                                                             |        |

### 내용주
1. ↑  요미우리 신문 2013년 11월 21일자 조간 도내 버전
2. ↑  잡지 〈ar〉 2016년 6월호, 주부와 생활사로부터
3. ↑  사카구치 켄타로와 공동 주연
4. ↑  개봉일 기준은 일본에서의 개봉일이다.
5. 1 2 3  2편이 한 달 간격으로 연속 개봉되었다.
6. ↑  사카구치 켄타로와 공동 주연
7. ↑  스다 마사키와 공동 주연
8. ↑  개봉·방송일자 기준은 일본에서의 공개일이다.
9. ↑  4월 시작. 자신이 프로듀스한 세븐&아이에서 한정 판매.

### 참조주
1. ↑  ““비리갸루의 언니”라고 알려진...아라이 유코가 말하는 「자매 공연의 꿈」”. 여성자신. 2015년 6월 19일. 2021년 2월 13일에 확인함.
2. 1 2 3  “아리무라 카스미, 이타미시 대사 취임 시장이 부탁 「응원 역을 맡아주세요」”. 《스포츠 호치》 (호치 신문사). 2013년 4월 6일. 2013년 4월 11일에 원본 문서에서 보존된 문서. 2013년 5월 16일에 확인함.
3. 1 2  “「아마짱」의 아리무라 카스미 씨 이타미 대사에 취임”. 《고베 신문》 (고베 신문사). 2013년 12월 19일. 2013년 12월 19일에 원본 문서에서 보존된 문서. 2013년 12월 21일에 확인함.
4. 1 2 3  “【신춘 걸스】 아리무라 카스미, 목표는 토다 에리카”. 《산케이스포츠》. 2010년 1월 9일. 2013년 5월 24일에 원본 문서에서 보존된 문서. 2012년 11월 4일에 확인함.
5. ↑  “아리무라 카스미 인터뷰 「아직도 밤놀이는 미경험」”. 도쿄 워커. 2016년 4월 12일. 2016년 6월 13일에 원본 문서에서 보존된 문서. 2016년 6월 8일에 확인함.
6. ↑  아사쿠라 켄토 (2014년 1월 14일). “업계인 1,000명이 뽑은 「2014년 올해를 기대하는 탤런트」 베스트 10 발표! 탑은 히가시데 마사히로 & 아리무라 카스미”. 《시네마투데이》. 2014년 1월 17일에 확인함.
7. ↑  “아마짱 여배우에 대한 기대 고조!”. VIP타임즈사. 2014년 1월 16일에 원본 문서에서 보존된 문서. 2020년 8월 16일에 확인함.
8. ↑  “아리무라 카스미 & 타카츠키 사라 지브리 최초의 W 히로인 「추억의 마니」로 첫 애니메이션 성우”. 《ORICON STYLE》 (오리콘). 2014년 4월 16일. 2016년 2월 8일에 확인함.
9. 1 2  “아리무라 카스미, 야마자키 켄토 & 히가시데 마사히로가 청춘 드라마로 첫 주연! 「영원한 우리」”. 시네마 카페. 2015년 5월 7일. 2015년 5월 7일에 확인함.
10. 1 2  “아리무라 카스미, 연속 드라마 첫 주연! 심해에 육박한 해양 로망으로 잠수 조사선 파일럿 역!”. 시네마 카페. 2015년 7월 3일. 2015년 7월 3일에 확인함.
11. 1 2  “제39회 일본 아카데미상 우수상 발표”. 모델 프레스. 2016년 1월 18일. 2016년 1월 18일에 확인함.
12. 1 2  “아리무라 카스미 & 요시다 요, 비리갸루 모녀에 블루리본상”. 《닛칸스포츠》 (닛칸스포츠 신문사). 2016년 1월 27일. 2016년 1월 27일에 확인함.
13. ↑  “1분기 “월9”는 아리무라 카스미 & 코라 켄고 주연의 러브 스토리”. 《ORICON STYLE》 (오리콘). 2015년 11월 19일. 2016년 1월 19일에 확인함.
14. ↑  “사회자 : 제67회 NHK 홍백가합전”. NHK. 2016년 11월 12일에 원본 문서에서 보존된 문서. 2020년 1월 29일에 확인함.
15. ↑  헤세이 29년도 전기 아침 드라마 「병아리」히로인은 아리무라 카스미 씨! 보관됨 2016-12-06 - 웨이백 머신, NHK 드라마 토픽 일본 방송 협회, 2016년 6월 28일에 확인.
16. ↑  “아리무라 카스미, 아침 드라마 주인공 오디션없이 결정! 각본·오카다 씨가 열망”. 호치신문사. 2016년 6월 30일. 2016년 6월 30일에 원본 문서에서 보존된 문서. 2016년 6월 30일에 확인함.
17. ↑  “작가 오카다 요시카즈가 말하는 「1화 절친으로 쓰고 있습니다.」”. NHK온라인. 2017년 3월 30일. 2017년 3월 30일에 확인함.
18. ↑  “『제68회 NHK 홍백가합전』 종합 사회는 우치무라 테루요시로 결정 홍조는 아리무라 카스미 백팀 아라시·니노미야 카즈나리”. ORICON NEWS. 2017년 11월 13일. 2017년 11월 13일에 확인함.
19. ↑  “아리무라 카스미, 일본인 최초의 쾌거 BRIGHT STAR AWARD를 수상【코멘트 전체】”. ORICON NEWS. 2021년 3월 3일. 2021년 3월 3일에 확인함.
20. ↑  “후쿠시 소우타 & 아리무라 카스미 「스트롭 에지」 영화화 W  주연! 4번째 공연에서 숨 딱”. 《영화.com》. 2014년 8월 11일. 2014년 8월 11일에 확인함.
21. ↑  “청순파 일전! 아리무라 카스미 금발 & 초미니 스커트로 「비리갸루」 주연”. 《스포니치Annex》. 2014년 11월 13일. 2014년 11월 13일에 확인함.
22. ↑  “아리무라 카스미 “금발 여자 & 초미니 스커트” 모습을 피로! 「하이텔 감각이 없다 (웃음)」”. CinemaCafe.net. 2015년 1월 14일. 2015년 1월 23일에 확인함.
23. ↑  “아이 엠 어 히어로 : 인기 좀비 만화를 실사 영화화 오오이즈미 요우, 아리무라 카스미, 나가사와 마사미 출연”. 《마이니치 신문 디지털》. 2014년 6월 6일. 2015년 12월 8일에 원본 문서에서 보존된 문서. 2014년 6월 18일에 확인함.
24. ↑  “카미키 류노스케 × 아리무라 카스미가 순수 공연에서 「포르투나의 눈동자」 영화화 감독은 미키 타카히로”. 《영화 나탈리》 (주식회사 나타샤). 2018년 5월 7일. 2018년 5월 7일에 확인함.
25. ↑  “아리무라 카스미 & 사카구치 켄타로 주연 「극장판 그리고, 살다」 9·27 공개”. 《ORICON NEWS》. 2019년 9월 2일에 확인함.
26. ↑  “아리무라 카스미 & 스다 마사키, 사카모토 유지 월드! 영화 「꽃다발 같은 사랑을 했다」 제작 결정”. 《영화.com》. 2019년 10월 30일. 2019년 10월 30일에 확인함.
27. ↑  “아리무라 카스미, 유키시로 토모에 역으로 「바람의 검심」출연, 사토 타케루 「어쩔 수 없는 그리움을 느꼈다」”. 《Real Sound》 (주식회사blueprint). 2020년 3월 19일. 2020년 3월 19일에 확인함.
28. ↑  “5명 전원 “아리무라 카스미의 전 남친”!? You Tube 비공개 「오늘의 사건 a day in the home」”. 《피아WEB》. 2020년 4월 25일. 2020년 6월 4일에 확인함.
29. ↑  “신작도 결정!  유키사다 이사오의 단편이 Hulu로 전달 캐스트에 에모토 유야, 코라 켄고, 아리무라 카스미”. 《영화 나탈리》. 주식회사 나타샤. 2020년 6월 5일. 2021년 8월 23일에 확인함.
30. ↑  “아리무라 카스미 × 시이키 토모미 × 이와타 타카노리가 유키사다 이사오 감독의 스테이 홈 영화 제3탄 「영화관에 가는 날」9월 9일에 Hulu에 전달”. 《영화.com》. 주식회사 영화닷컴. 2020년 9월 8일. 2021년 8월 23일에 확인함.
31. ↑  “아리무라 카스미, 첫 무대에 첫 주연 「전력으로 노력」 「잔 다르크」에서 「새로운 자신을」”. 《오리콘》. 2014년 4월 28일. 2014년 4월 28일에 확인함.
32. ↑  “아베 코보 「친구」를 가토 타쿠야가 시작하는, 출연 스즈키 코스케·아리무라 카스미·모리  켄토·아사노 카즈유키 등”. 《스테이지 나탈리》. 주식회사 나타샤. 2021년 5월 19일. 2021년 8월 23일에 확인함.
33. ↑  “아리무라 카스미 : 제제! 타카츠키 사라 와 지브리 신작의 더블 히로인 성우로 발탁”. 《마이니치 신문 디지털》. 2014년 4월 16일. 2014년 4월 19일에 원본 문서에서 보존된 문서. 2014년 4월 23일에 확인함.
34. ↑  “아리무라 카스미, 마츠자카 토리가 극채색 3D 뮤지컬 영화에 목소리 출연 마스다 세바스찬이 첫 감독”. 《cinra.net》. 2014년 8월 1일. 2014년 8월 1일에 확인함.
35. ↑  “애니메이션 영화 「드래곤 퀘스트」호화 캐스트 13명 공개 주인공 사토 타케루, 비앙카에 아리무라 카스미, 플로라에 하루”. 《ORICON NEWS》 (oricon ME). 2019년 4월 4일. 2019년 4월 4일에 확인함.
36. ↑  “『레이튼 교수』 신작의 주인공은 “레이튼의 딸” 성우는 아리무라 카스미”. 《ORICON STYLE》. 2016년 7월 27일. 2016년 7월 28일에 확인함.
37. ↑  “아리무라 카스미 오로라를 만나고 싶다! 북유럽 홀로 여행”. TV 도쿄. 2018년 4월 5일에 확인함.
38. ↑  “NHK, 1년에 걸쳐 디즈니와 협상! 제작의 뒤편에 세계 최초로 카메라가 밀착!”. 시네마투데이. 2014년 11월 10일. 2014년 11월 11일에 확인함.
39. ↑  “오구리 슌, 마츠자카 토리, 후쿠시 소타에 후지 계열 종전 특별 프로에 출연”. 더 텔레비전. 2015년 6월 21일. 2015년 10월 5일에 확인함.
40. ↑  “오구리 슌「싸움 없어져」후지 TV 특집 인기 배우 5명이 다가오는 전쟁의 진실”. SANSPO.COM. 2015년 6월 21일. 2015년 6월 21일에 확인함.
41. ↑  “아리무라 카스미가 캐나다 대자연의 여행”. NHK. 2018년 4월 6일에 원본 문서에서 보존된 문서. 2021년 4월 22일에 확인함.
42. ↑  “후미와 카스미의 휴일”. BS 후지. 2021년 6월 29일에 확인함.
43. ↑  “Nissy 니시지마 타카히로 MV에 「언제 사랑」 아리무라 카스미, 러브 러브한 연인에”. 《음악 나탈리》. 2016년 7월 22일. 2016년 7월 22일에 확인함.
44. ↑  “일세를 풍미했던 T&C가 이미지 캐릭터에 아리무라 카스미를 기용”. 《WWD JAPAN.COM》. 2014년 3월 30일. 2014년 3월 31일에 원본 문서에서 보존된 문서. 2014년 3월 31일에 확인함.
45. ↑  “아리무라 카스미가 「설레는 때」, 시부야의 카페에서 사진전”. 《오리콘》. 2014년 10월 2일. 2014년 10월 14일에 확인함.
46. ↑  “아리무라 카스미, 사진을 셀프 프로듀스 「편하게, 유유자적하고, 자유롭게, 찍었습니다」”. 《영화 나탈리》 (주식회사 나타샤). 2018년 2월 13일. 2018년 2월 18일에 확인함.
47. ↑  “수량 한정! FLaMme Mail Order 한정 판매! - 아리무라 카스미 2016년 달력 & 상품 예약”. FLaMme. & brainsync,inc. 2016년 1월 4일에 원본 문서에서 보존된 문서. 2020년 8월 16일에 확인함.
48. ↑  “아리무라 카스미, 자신 첫 프로듀스 달력 내년 3·30 발매”. 《SANSPO.COM》 (산케이디지털). 2016년 12월 28일. 2016년 12월 28일에 확인함.
49. ↑  “아리무라 카스미 2년만 오피셜 캘린더 “어른의 매력” 미니 포토 북 세트도”. 《크랭크인!》. 브로드 미디어 주식회사. 2020년 9월 18일. 2021년 6월 24일에 확인함.
50. ↑  “아리무라 카스미 단편 영화제에서 최우수 여배우상을 수상 「정말  기쁘다!」”. 《마이 나비 뉴스》 (주식회사 마이 나비). 2014년 6월 10일. 2016년 12월 5일에 확인함.
51. ↑  “테라다 코코로 “리토루벤” 모습에 회장 들끊는 CM 연기상 수상”. ORICON STYLE. 2015년 10월 28일. 2015년 10월 29일에 확인함.
52. ↑  “엘란도르상 역대 수상자 일람”. 일반 사단 법인 일본 영화 텔레비전 프로듀서 협회. 2016년 5월 14일에 원본 문서에서 보존된 문서. 2016년 1월 21일에 확인함.
53. ↑  “아리무라 카스미가 신인상 「이것이 마지막 구분」 / 영화 대상”. 《닛칸스포츠》. 2016년 12월 6일. 2016년 12월 6일에 확인함.
54. ↑  “아리무라 카스미, 부산 국제 영화제에 첫 참가 아시아 스타상을 수상”. 《ORICON NEWS》 (oricon ME). 2017년 10월 14일. 2017년 10월 14일에 확인함.
55. ↑  “아리무라 카스미, 타케우치 료민에 「멋진 재회」 기뻐 마츠 타카코는 「콰르텟」수상  <제26회 하시다상 시상식>”. 《모델프레스》. 주식회사 모델프레스. 2018년 7월 18일. 2021년 6월 24일에 확인함.
56. ↑  “아리무라 카스미, 각선미 대상에 황송 분할 미니 스커트 피로에 「안절부절하고 있습니다」”. 《eltha》 (oricon ME). 2018년 10월 11일. 2018년 11월 29일에 확인함.
57. ↑  “베스트 드레서상에 타카하시 잇세이 씨, 아리무라 카스미 씨 등”. 《아사히 신문 디지털》 (아사히 신문사). 2018년 11월 28일. 2018년 11월 28일에 원본 문서에서 보존된 문서. 2018년 11월 29일에 확인함.
58. ↑  “아리무라 카스미 미국 시카고 영화제에서 일본인 최초의 「BRIGHT STAR AWARD」 수상!”. 《크랭크인!》 (할리우드 채널). 2021년 3월 3일. 2021년 3월 3일에 확인함.
59. ↑  “제108회 드라마 아카데미상”. 《더 텔레비젼 드라마 아카데미상》. 더  텔레비전. 2021년 9월 10일에 확인함.
60. ↑  “아리무라 카스미가 닛케이 트렌디 「올해의 얼굴」에 선출, 자신의 히트 상품은 「아로마와 감귤류의 향기」”. 《산스포》 (산케이디지). 2021년 11월 3일. 2021년 11월 3일에 확인함.
61. ↑  “아리무라 카스미가 맨 오브 더 이어 베스트 여자배우상을 수상!  --「GQ MEN OF THE YEAR 2021」발표!”. 《GQ Japan》 (GQ Japan). 2021년 11월 22일. 2021년 11월 22일에 확인함.
62. ↑  “아리무라 카스미, 키타무라 타쿠미, 우에다 아츠시 등 ELE CINEMA AWARDS 수상”. 《영화 나탈리》. 주식회사 나타샤. 2021년 12월 18일. 2021년 12월 19일에 확인함.
63. ↑  “『제45회 일본 아카데미상』 수상자・작품 발표 사회는 하토리 신이치&나가사와  마사미”. 《ORICON NEWS》 (주식회사oricon ME). 2022년 1월 18일. 2022년 1월 19일에 확인함.